# О Йон Гьо
О Йон Гьо (кор. 오연교, 25 травня 1960 — 27 вересня 2000) — південнокорейський футболіст, що грав на позиції воротаря.
Виступав, зокрема, за клуби «Юкон Коккірі» та «Ульсан Хьонде», а також національну збірну Південної Кореї, у складі якої був учасником чемпіонату світу 1986 року.

## Клубна кар'єра
У дорослому футболі дебютував 1983 року виступами за команду клубу «Юкон Коккірі», в якій провів п'ять років. 
1988 року перейшов до клубу «Ульсан Хьонде», за який відіграв 3 сезони. Завершив професійну кар'єру футболіста виступами за команду «Ульсан Хьонде» у 1990 році.
Помер 27 вересня 2000 року на 41-му році життя.

## Виступи за збірну
1985 року дебютував в офіційних матчах у складі національної збірної Південної Кореї. Протягом кар'єри у національній команді, яка тривала 2 роки, провів у формі головної команди країни 11 матчів, пропустивши 10 голів.
У складі збірної був учасником чемпіонату світу 1986 року у Мексиці. На світовій першості був основним голкіпером південнокорейців, захищав їх ворота в усіх трьох матчах команди на груповому етапі, за результатами якого збірна завершила виступи на турнірі, здобувши лише одну нічию.
| Дата       | Місто        | Господарі      | Результат | Гості          | Турнір                | Голи | Примітки |
| ---------- | ------------ | -------------- | --------- | -------------- | --------------------- | ---- | -------- |
| 10-3-1985  | Куала-Лумпур | Малайзія       | 1 – 0     | Південна Корея | Відбір до ЧС 1986     | -1   |          |
| 6-4-1985   | Сеул         | Південна Корея | 4 – 0     | Непал          | Відбір до ЧС 1986     | -    |          |
| 8-6-1985   | Кванджу      | Південна Корея | 3 – 0     | Бахрейн        | Кубок Президента 1985 | -    |          |
| 15-6-1985  | Сеул         | Південна Корея | 2 – 0     | Ірак           | Кубок Президента 1985 | -    |          |
| 21-7-1985  | Сеул         | Південна Корея | 2 – 0     | Індонезія      | Відбір до ЧС 1986     | -    |          |
| 3-12-1985  | Лос-Анджелес | Мексика        | 2 – 1     | Південна Корея | товариський матч      | -2   |          |
| 13-12-1985 | Мехіко       | Південна Корея | 2 – 0     | Алжир          | Товариський турнір    | -    |          |
| 9-2-1986   | Гонконг      | Гонконг        | 0 – 2     | Південна Корея | Товариський турнір    | -    |          |
| 2-6-1986   | Мехіко       | Аргентина      | 3 – 1     | Південна Корея | ЧС 1986 - 1-й етап    | -3   |          |
| 5-6-1986   | Мехіко       | Південна Корея | 1 – 1     | Болгарія       | ЧС 1986 - 1-й етап    | -1   |          |
| 10-6-1986  | Пуебла       | Південна Корея | 2 – 3     | Італія         | ЧС 1986 - 1-й етап    | -3   |          |
| Усього     |              | Матчів         | 11        |                | Голів                 | -10  |          |

## Титули і досягнення
- Переможець Юнацького (U-19) кубка Азії: 1978